# Матриш (Орта)
Матриш (порт. Matriz) — город и район в Португалии, входит в округ Азорские острова. Расположен на острове Файял. Является составной частью муниципалитета Орта. Население составляет 2523 человека на 2001 год. Занимает площадь 1,62 км².
Покровителем района считается Иисус Христос (порт. São Salvador).